# Distrofia muscolare di Becker
La distrofia muscolare di Becker o distrofia di Becker o distrofinopatia di Becker è una malattia genetica caratterizzata da una degenerazione delle fibre muscolari. È stata descritta nel 1955 dal medico tedesco Peter Emil Becker a cui si deve il nome.

## Epidemiologia
La malattia colpisce da 3 a 6 soggetti maschi su 100 000 Le femmine non sono colpite dalla malattia, ma ne sono portatrici, in quanto la malattia si eredita come carattere recessivo legato al cromosoma X. Le madri di una quota di pazienti affetti da distrofia di Becker risultano tuttavia non portatrici, il che indica la possibilità che nel paziente si sia sviluppata una mutazione ex novo.
Come nella malattia di Duchenne, il difetto è localizzato sul cromosoma X. Pertanto, solo i maschi (che hanno un solo cromosoma X) possono essere colpiti da tali forme, mentre le femmine generalmente non hanno sintomi (la presenza di due cromosomi X permette di compensare il difetto) ma possono essere portatrici sane della malattia, cioè hanno una possibilità su due di trasmetterla a un eventuale figlio.
Se da una femmina portatrice nasce un figlio maschio, vi sono 50 probabilità su 100 che egli manifesti la malattia; se la figlia è una femmina, in ogni caso non manifesterà la malattia, ma vi sono 50 probabilità su 100 che sia portatrice. Solo in rari casi le femmine manifestano forme lievi, per inattivazione random del secondo cromosoma X: in queste situazioni si parla di manifesting carriers (portatrici manifeste).
Nelle famiglie in cui si rileva un caso di distrofia muscolare, attualmente è quasi sempre possibile sapere, per ciascun membro della famiglia, quale sia il rischio di trasmissione della malattia ai propri discendenti. Non è possibile invece prevedere i casi dovuti ad una mutazione ex novo, ma in ogni caso la diagnosi prenatale è possibile dopo la decima settimana di vita intrauterina.
La causa è l'anomalia del gene che codifica la sintesi della distrofina (DMD), mappato in Xp21 da Kunkel nel 1987. La distrofina è una proteina fibrillare del citoscheletro muscolare, che si localizza a livello della faccia interna del sarcolemma, soprattutto in prossimità delle giunzioni neuromuscolari e muscolo-tendinee. Stabilizza la membrana ancorandola al citoscheletro e organizzando la distribuzione delle glicoproteine. Mentre nella malattia di Duchenne l'individuo è incapace di sintetizzarla, nella distrofia di Becker la sintesi si verifica, ma la proteina risulta danneggiata nelle parti non terminali e presenta un peso molecolare minore.
La sintesi di una distrofina "difettosa" determina una maggiore fragilità di membrana, che a sua volta provoca una aumentata liberazione di creatinchinasi (CK) e un eccessivo ingresso di calcio nella cellula, con conseguente disfunzione muscolare. Questo spiega l'esordio clinico in età più avanzata e la manifestazione di un fenotipo meno grave di quello della Duchenne.

## Sintomatologia
I sintomi e i segni clinici di miopatia (es. debolezza muscolare) compaiono mediamente intorno agli 11 anni di età, vengono colpiti dapprima gli arti inferiori, vi sono cadute frequenti e il bambino si rialza con una "manovra di arrampicamento" (segno di Gowers); la progressione verso il cingolo scapolare e i muscoli respiratori avviene in genere più tardi rispetto alla Duchenne, e in età avanzata si manifesta una cardiomiopatia dilatativa. Si può sviluppare anche una miosite.

## Terapia
Attualmente non esiste alcuna possibilità di cura che conduca alla guarigione. L'utilizzo di steroidi serve solo a rallentare temporaneamente l'evoluzione della malattia.
La fisiokinesiterapia permette di prevenire le contratture, di migliorare la postura e di contenere asimmetrie, lordosi e scoliosi. In fase tardiva sono necessari tutori e altri ausili per il movimento.

## Prognosi
La prognosi varia a seconda della gravità: nelle forme più gravi l'impossibilità nel deambulare si manifesta nella seconda decade di età; la morte avviene per le complicanze cardiorespiratorie dovute alla malattia.
Nelle forme meno gravi si continua a camminare anche dopo i cinquant'anni, ma i pazienti necessitano ugualmente di monitoraggio della funzione cardiaca e respiratoria. Molti pazienti oggi arrivano a oltre 60 anni di età, grazie al supporto della ventilazione artificiale.